# Primera División de México (1979/1980)
Rozgrywki 1979/1980 były 78. sezonem w historii ligi meksykańskiej, a 38. sezonem w historii profesjonalnej ligi meksykańskiej. Tytułu mistrzowskiego broniło Cruz Azul.

## Zespoły
| Uczestnicy poprzedniej edycji                                                                                 | Uczestnicy poprzedniej edycji | Uczestnicy poprzedniej edycji | Uczestnicy poprzedniej edycji |
| --- | ----------------------------- | ----------------------------- | ----------------------------- |
| AME | América                       |                               |                               |
| ATL | Atlante                       |                               |                               |
| ATE | Atlético Español              |                               |                               |
| ATP | Atlético Potosino             |                               |                               |
| CAZ | Cruz Azul                     |                               |                               |
| DNE | Deportivo Neza                |                               |                               |
| EST | Estudiantes Tecos             |                               |                               |
| GUA | Guadalajara                   |                               |                               |
| JAL | Club Jalisco                  |                               |                               |
| LEO | León                          |                               |                               |
| MTY | Monterrey                     |                               |                               |
| PUE | Puebla                        |                               |                               |
| PUM | Pumas UNAM                    |                               |                               |
| TAM | Tampico Madero                |                               |                               |
| TIG | Tigres UANL                   |                               |                               |
| TOL | Toluca                        |                               |                               |
| CUR | Unión de Curtidores           |                               |                               |
| UDG | U de Guadalajara              |                               |                               |
| ZAC | Zacatepec                     |                               |                               |
| Awans z Segunda División de México (1978/1979)                                                                |                               |                               |                               |
| ATS | Atlas                         |                               |                               |
| Oznaczenia: - kolumna pierwsza – skróty nazw drużyn, - kolumna trzecia – miejsce zajęte w poprzednim sezonie. |                               |                               |                               |

## Faza grupowa

### Grupa 1
| Lp. | Klub         | M  | Z  | R  | P  | B+ | B- | Pkt. | Uwagi              |
| --- | ------------ | -- | -- | -- | -- | -- | -- | ---- | ------------------ |
| 1   | Cruz Azul    | 38 | 20 | 15 | 3  | 67 | 34 | 55   | Faza mistrzowska   |
| 2   | Atlante      | 38 | 20 | 9  | 9  | 70 | 40 | 49   | Faza mistrzowska   |
| 3   | CF Monterrey | 38 | 9  | 16 | 13 | 40 | 50 | 34   |                    |
| 4   | Puebla FC    | 38 | 11 | 11 | 16 | 56 | 62 | 33   |                    |
| 5   | Club Jalisco | 38 | 8  | 12 | 18 | 46 | 65 | 28   | Baraż o utrzymanie |

### Grupa 2
| Lp. | Klub                | M  | Z  | R  | P  | B+ | B- | Pkt. | Uwagi              |
| --- | ------------------- | -- | -- | -- | -- | -- | -- | ---- | ------------------ |
| 1   | Pumas UNAM          | 38 | 17 | 12 | 9  | 68 | 55 | 46   | Faza mistrzowska   |
| 2   | Tampico Madero FC   | 38 | 15 | 11 | 12 | 61 | 54 | 41   | Faza mistrzowska   |
| 3   | Guadalajara         | 38 | 11 | 16 | 11 | 45 | 41 | 38   |                    |
| 4   | Atlético Potosino   | 38 | 8  | 13 | 17 | 34 | 52 | 29   |                    |
| 5   | Unión de Curtidores | 38 | 10 | 8  | 20 | 39 | 53 | 28   | Baraż o utrzymanie |

### Grupa 3
| Lp. | Klub              | M  | Z  | R  | P  | B+ | B- | Pkt. | Uwagi            |
| --- | ----------------- | -- | -- | -- | -- | -- | -- | ---- | ---------------- |
| 1   | Club América      | 38 | 23 | 11 | 4  | 71 | 37 | 57   | Faza mistrzowska |
| 2   | Toros Neza        | 38 | 12 | 20 | 6  | 53 | 38 | 44   | Faza mistrzowska |
| 3   | Deportivo Toluca  | 38 | 14 | 11 | 13 | 44 | 45 | 39   |                  |
| 4   | U. de Guadalajara | 38 | 9  | 13 | 16 | 41 | 56 | 31   |                  |
| 5   | Club León         | 38 | 9  | 11 | 18 | 41 | 60 | 29   |                  |

### Grupa 4
| Lp. | Klub              | M  | Z  | R  | P  | B+ | B- | Pkt. | Uwagi            |
| --- | ----------------- | -- | -- | -- | -- | -- | -- | ---- | ---------------- |
| 1   | Zacatepec         | 38 | 16 | 12 | 10 | 72 | 52 | 44   | Faza mistrzowska |
| 2   | Tigres UANL       | 38 | 14 | 12 | 12 | 62 | 64 | 40   | Faza mistrzowska |
| 3   | Estudiantes Tecos | 38 | 11 | 14 | 13 | 51 | 61 | 36   |                  |
| 4   | Atlético Español  | 38 | 11 | 8  | 19 | 37 | 56 | 30   |                  |
| 5   | Club Atlas        | 38 | 9  | 11 | 18 | 47 | 70 | 29   |                  |

## Baraż o utrzymanie
|  | Club Jalisco | 2 – 1 | Unión de Curtidores | Guadalajara |
|  |              |       |                     |             |

|  | Unión de Curtidores | 3 – 1 | Club Jalisco | León |
|  |                     |       |              |      |

Club Jalisco spadł z ligi.

## Faza mistrzowska

### Grupa A
| Lp. | Klub         | M | Z | R | P | B+ | B- | Pkt. | Uwagi |
| --- | ------------ | - | - | - | - | -- | -- | ---- | ----- |
| 1   | Tigres UANL  | 6 | 2 | 3 | 1 | 9  | 6  | 7    | Finał |
| 2   | Club América | 6 | 2 | 2 | 2 | 6  | 5  | 6    |       |
| 3   | Pumas UNAM   | 6 | 1 | 4 | 1 | 3  | 3  | 6    |       |
| 4   | Zacatepec    | 6 | 1 | 3 | 2 | 5  | 9  | 5    |       |

### Grupa B
| Lp. | Klub       | M | Z | R | P | B+ | B- | Pkt. | Uwagi |
| --- | ---------- | - | - | - | - | -- | -- | ---- | ----- |
| 1   | Cruz Azul  | 6 | 4 | 0 | 2 | 8  | 6  | 8    | Finał |
| 2   | Atlante    | 6 | 2 | 2 | 2 | 12 | 10 | 6    |       |
| 3   | Toros Neza | 6 | 2 | 2 | 2 | 5  | 5  | 6    |       |
| 4   | Tampico    | 6 | 1 | 2 | 3 | 6  | 10 | 4    |       |

### Finał
|  | Tigres UANL | 0 – 1 | Cruz Azul | Monterrey |
|  |             |       |           |           |

|  | Cruz Azul | 3 – 3 | Tigres UANL | Meksyk |
|  |           |       |             |        |